# Karen Radner
Karen Radner (* 1972) ist eine österreichische Altorientalistin.

## Leben
Radner studierte altsemitische Philologie und orientalische Archäologie an der Universität Wien, mit Studienaufenthalt an der Freien Universität Berlin (1993–1994). Sie erwarb summa cum laude den Magister 1994 und wurde 1997 in Wien summa cum laude und Sub auspiciis promoviert. Sie arbeitete anschließend als Wissenschaftlerin an der Universität Helsinki (1997–1999), an der Universität Tübingen (1999), an der Universität München (1999–2005), wo ihr nach der Habilitation im November 2004 die Lehrbefähigung und im Januar 2005 die Lehrbefugnis  erteilt wurde, und am University College London (2005–2015). Als Gastprofessorin und -dozentin lehrte sie an der Universität Verona (2005), an der Universität Innsbruck (2008), an der UCL Qatar, Doha (seit 2013), und an der Koç Üniversitesi, Istanbul (2015).
Seit August 2015 ist Radner Alexander von Humboldt-Professorin für die Alte Geschichte des Nahen und Mittleren Ostens an der Universität München. 2016 wurde sie zum Mitglied der Bayerischen Akademie der Wissenschaften, sowie zum Mitglied der Academia Europaea gewählt. Von 2016 bis 2019 leitete sie das Peshdar Plain Project im Osten des Irak mit Ausgrabungen der bisher kaum erforschten Ruinen von Qalat-i Dinka. 
Sie ist seit 2017 ordentliches Mitglied des DAI und war stellvertretende Vorsitzende des Beirats der Kommission für Alte Geschichte und Epigraphik des DAI.
Für 2022 wurde Radner ein Gottfried Wilhelm Leibniz-Preis zugesprochen.

## Schriften (Auswahl)
- Die neuassyrischen Privatrechtsurkunden als Quelle für Mensch und Umwelt (= State archives of Assyria studies. Band 6). Neo-Assyrian Text Corpus Project, Helsinki 1997, ISBN 951-45-7783-3 (zugleich Dissertation, Wien 1997).
- The Prosopography of the Neo-Assyrian Empire 1/I: A. Neo-Assyrian Text Corpus Project, Helsinki 1998, ISBN 951-45-8163-6.
- The Prosopography of the Neo-Assyrian Empire 1/II. B–G. Neo-Assyrian Text Corpus Project, Helsinki 1999, ISBN 951-45-8645-X.
- Ein neuassyrisches Privatarchiv der Tempelgoldschmiede von Assur (= Studien zu den Assur-Texten. Band 1). Saarbrücker Druckerei und Verlag, Saarbrücken 1999, ISBN 3-930843-44-7 (zugleich Diplomarbeit, Wien 1994).
- Neuassyrische Rechtsurkunden II (= Wissenschaftliche Veröffentlichungen der Deutschen Orient-Gesellschaft. Band 98). Hinrichs, Leipzig 2000, ISBN 3-930843-58-7.
- Die neuassyrischen Texte aus Tall Šēḫ Ḥamad (= Berichte der Ausgrabung Tall Šēḫ Ḥamad/Dūr-Katlimmu. Band 6). Reimer, Berlin 2002, ISBN 3-496-02746-0.
- Das mittelassyrische Tontafelarchiv von Giricano, Dunnu-sa-Uzibi (= Subartu. Band 14). Brepols, Turnhout 2004, ISBN 2-503-51581-9.
- Die Macht des Namens. Altorientalische Strategien zur Selbsterhaltung (= SANTAG – Arbeiten und Untersuchungen zur Keilschriftskunde. Band 8). Harrassowitz, Wiesbaden 2005, ISBN 3-447-05328-3 (zugleich Habilitationsschrift, München 2004).
- als Herausgeberin mit Eleanor Robson: The Oxford Handbook of Cuneiform Culture. Oxford University Press, Oxford 2011, ISBN 978-0-19-955730-1.
- als Herausgeberin: State Correspondences of the Ancient World from the New Kingdom to the Roman Empire. From New Kingdom Egypt to the Roman Empire (= Oxford Studies in Early Empires). Oxford University Press, Oxford 2014, ISBN 978-0-19-935477-1.
- Ancient Assyria (= Very short introductions. Stimulating ways in to new subjects. Band 424). Oxford University Press, Oxford 2015, ISBN 978-0-19-871590-0.
- mit Peter A. Miglus und Franciszek M. Stępniowski: Ausgrabungen in Assur: Wohnquartiere in der Weststadt, Teil I (= Wissenschaftliche Veröffentlichungen der Deutschen Orient-Gesellschaft. Band 152). Harrassowitz, Wiesbaden 2016, ISBN 978-3-447-10742-6.
- als Herausgeberin mit Florian Janoscha Kreppner und Andrea Squitieri: Exploring the Neo-Assyrian Frontier with Western Iran: The 2015 Season at Gird-i Bazar and Qalat-i Dinka (= Peshdar Plain Project Publications. Band 1). PeWe-Verlag, Gladbeck 2016, ISBN 3-935012-20-9 (online).
- als Herausgeberin mit Florian Janoscha Kreppner und Andrea Squitieri: Unearthing the Dinka Settlement Complex: The 2016 Season at Gird-i Bazar and Qalat-i Dinka (= Peshdar Plain Project Publications. Band 2). PeWe-Verlag, Gladbeck 2017, ISBN 978-3-935012-28-7 (online).
- Mesopotamien. Die frühen Hochkulturen an Euphrat und Tigris. C. H. Beck, München 2017, ISBN 3-406-71406-4.